# شعب عدفة
شعب عدفة أو وادي عدفة (بفتح حروفه) من أودية سراة بلقرن بالقرب من جبل صولا عند آل الزارية ويسيل من غرب قرى الحنيك باتجاه الغرب حتى يصل إلى وادي تغمم، وفي أعاليه في الأصدار حلة الذراعين للحنيك من آل سليمان.